# Nanou (film)
Pour l’article homonyme, voir Nanou (Burkina Faso).
Nanou est un film franco-britannique réalisé par Conny Templeman, sorti en 1986.

## Synopsis
Dans les années 1970, une blonde étudiante anglaise, Nanou, vient passer quelques mois sur le continent. Elle fait un tour en Suisse, mais préfère la France. En Lorraine, elle rencontre Luc, ouvrier, beau garçon, militant d'extrême gauche, et se laisse entrainer dans ses activités en marge de la loi. Elle s’installe peu à peu dans ce village français et cette vie de militants en marge, jusqu'à ce que l'Angleterre se rappelle à elle.

## Fiche technique
- Titre : Nanou
- Réalisation : Conny Templeman
- Scénario : Conny Templeman et Antoine Lacomblez
- Musique : John E. Keane (en)
- Image: Martin Fuhrer
- Son : Pierre Donnadieu
- Décors : Andrew Mollo (en)
- Costumes : Agnès Nègre
- Montage : Tom Priestley
- Production : Simon Perry, Patrick Sandrin
- Société de production : Umbrella Films, Arion production
- Pays d'origine :  France,  Royaume-Uni
- Format : Couleurs - Mono - 35 mm
- Genre : Comédie dramatique
- Durée : 110 minutes
- Date de sortie : 1986, Festival international du film de Toronto ; 17 juin 1987,  Royaume-Uni

## Distribution
- Imogen Stubbs : Nanou
- Jean-Philippe Écoffey : Luc
- Michel Robin : Monsieur Henri
- Daniel Day-Lewis : Max
- Roger Ibáñez : Michel
- Lou Castel : l'activiste italien
- Christophe Lindon : Charles
- Valentine Pelka : Jacques
- Nathalie Bécue : Chantal
- Dominique Rousseau : Rita
- Anna Cropper : la mère deNanou
- Patrick O'Connell : le père deNanou
- Anne-Marie Jabraud : Madame Giraud
- Bérangère Jean
- Jean-Marc Morel : Jean
- Jean Amos : Robert
- Tristan Bastite : Léon

## Appréciation
— Rüdiger Tomczak